# سماء الملك حسين
سماء الملك الحسين بن الأفضل هو ابن الوزير الفاطمي وشبه السلطان الأفضل شاهنشاه.
قاد الحسين الجيش الفاطمي في معركتي الرملة الثانية (1102) والثالثة (1105) ضد الصليبيين من مملكة بيت المقدس، على الرغم من وجود بعض الالتباس لأن السجلات تعطي عناوين مختلفة لكل منها: شرف المعالي ل 1102، وسماء الملك لعام 1105، مما أدى إلى افتراض خاطئ من قبل بعض المؤرخين في العصور الوسطى والحديثة بأن أبناء مختلفين للأفضل شاركوا في كل منهما. في عام 1115، عيّنه الأفضل الذي أصبح مريضًا وضعيفًا بشكل متزايد نائبًا له ووريثًا مفترضًا. ومع ذلك، بعد محاولة اغتيال فاشلة عام 1118، اشتبه الأفضل في أن أبنائه مسؤولون عنها، وسحب جميع الامتيازات والدخل والموظفين المخصصين لأبنائه، وبالتالي أنهى احتمال خلافة الأسرة الحاكمة.  بعد اغتيال الأفضل في ديسمبر 1121، تم احتجاز أبنائه البالغين في قصر الخلافة لمنعهم من حشد أتباعهم والاستيلاء على السلطة. بدلاً من ذلك، سيطر الخليفة الآمر، بمساعدة رئيس ديوان الأفضل، وخليفته الآن كوزير، المأمون البطائحي، على الحكومة.  مصير الحسين بعد ذلك غير معروف، لكن من المرجح أنه قُتل مع معظم إخوته على يد الوزير الجديد.